# AMD Am9080

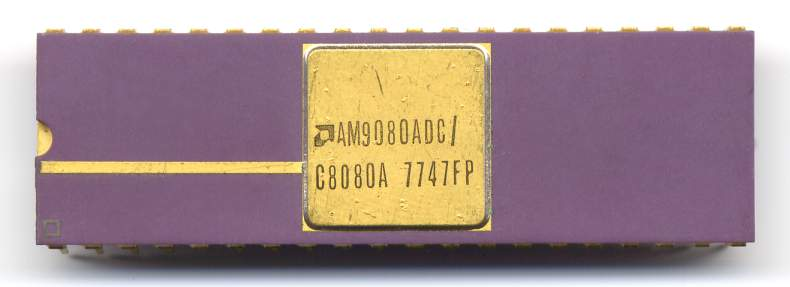
AMD Am9080

 Am9080  是一款由 AMD 生產的 CPU 。它原本是未經許可生產的，是 Intel 8080 的仿製品。後來， AMD 與 Intel 簽訂了協議去生產它。 Am9080 的第一個版本於1974年發行。這款 CPU 以 2 MHz 的速度運行。